# Parafia Najświętszej Maryi Panny Nieustającej Pomocy w Kozińcach
Parafia pw. Najświętszej Maryi Panny Nieustającej Pomocy w Kozińcach – rzymskokatolicka parafia należąca do dekanatu Białystok–Bacieczki, archidiecezji białostockiej, metropolii białostockiej.

## Obszar parafii
W granicach parafii znajdują się miejscowości:

- Kozińce,
- Kulikówka,
- Obrubniki,
- Szaciły
- Zalesie.

## Historia parafii
Parafia NMP Nieustającej Pomocy została utworzona 24 czerwca 2008 przez arcybiskupa białostockiego Edwarda Ozorowskiego. Jej obszar wydzielono z terenu parafii Zwiastowania NMP w Dobrzyniewie. Jej administratorem został mianowany ks. Krzysztof Kowalewski. Od 2020 proboszczem parafii jest ks Aleksander Dobroński. 

## Kaplica parafialna
Kaplicę NMP Nieustającej Pomocy w Kozińcach zbudowano w latach 1984–1987, według projektu Stanisława Smacznego. Została ona poświęcona przez biskupa Edwarda Kisiela 5 lipca 1987.

## Proboszczowie
- 2008–2020: ks. Krzysztof Kowalewski
- od 2020: ks. Aleksander Dobroński